# Давлетов Рустам Капанович
Рустам Капанович Давлетов (нар. 1978, м. Тернопіль) — український художник, економіст. Засновник та керівник ГО «Арт-студія Д.Р» (2016).

## Життєпис
Рустам Давлетов народився 1978 року в Тернополі.
Закінчив Тернопільський національний економічний університет (нині — Західноукраїнський національний університет) . Працював держслужбовцем, а також у банківській системі.
У 2020 році був координатором встановлення рекорду України «Найбільша кількість людей, які взяли участь у написанні картини акриловими фарбами за 3 години».

## Творчість
Захоплювався аерографією.
З 2012 року почав писати картини, зокрема на старих килимах.
У період боротьби з коронавірусом щодня на балконі своєї майстерні на вул. Руській виставляв з 30 карти по одній на день.
Під час повномасштабного російського вторгнення організував виставку-аукціон та арттерапію для поранених бійців; подарував свої картини школам та садочкам, щоб зробити комфортними укриття навчальних закладів.
Персональні виставки:
- 2014 — Віра в себе, Тернопільський обласний художній музей, м. Тернопіль[4][5][3]
- 2024 — Килимові сни, Тернопільський обласний художній музей м. Тернопіль[19][20]

Колективні виставки:
- 2023 — Невтомлені. Нескорені. Об'єднані, Тернопільський обласний художній музей, м. Тернопіль[21]